# Kyuquot
Kyuquot est une ville de l'ouest canadien, situé sur l'île Vancouver, au large de la ville du même nom.